# افسر کمربند مشکی
افسر کمربند مشکی (انگلیسی: Officer Black Belt؛‏ کره‌ای: 무도실무관) یک فیلم کمدی اکشن محصول سال ۲۰۲۴ کره جنوبی با بازی کیم وو بین و کیم سونگ کیون است.  این فیلم در ۱۳ سپتامبر ۲۰۲۴ در نتفلیکس منتشر شد.

## بازیگران
- کیم وو بین در نقش لی جونگ دو[۱]
- کیم سونگ کیون در نقش کیم سون مین[۱]
- لی هیون گول در نقش کانگ گی جونگ[۲]
- پارک جی یول در نقش چو مین جو[۳]
- لی جونگ اوک در نقش هان بیونگ سون[۴]
- کیم یو هان در نقش Moisture[۳]
- کانگ هیونگ سوک در نقش نویسنده کِی[۳]
- چا وانگ هیون در نقش Earthworm[۳]
- کانگ سونگ هو در نقش کیم مین ووک[۵]
- سون سانگ یون در نقش لی یانگ هو[۴]
- پارک جونگ هی در نقش کیم گوم نام[۵]
- چوی هوان یی در نقش آن جونگ هو[۵]
- جین می سا در نقش مدیر پارک[۵]

### حضور ویژه
- لی هه یونگ در نقش لی سانگ وو[۳]
- کیم جی یونگ در نقش ها سون جونگ[۳]
- جی جین هی در نقش رئیس جمهور[۴]
- لی جونگ هیون[۵]
- کوان یونگ ایل در نقش یک پروفایلر سابق[۵]

## انتشار
در اوت ۲۰۲۴، نتفلیکس گزارش کرد که افسر کمربند مشکی به صورت انحصاری در این پلتفرم در ۱۳ سپتامبر ۲۰۲۴ منتشر می‌شود.